# 고삼면
고삼면(古三面)은 대한민국 경기도 안성시의 면이다.

## 연혁
- 조선시대는 양지군의 관할로써 고동, 고서, 고북 3면이이었다.
- 1914년 4월 1일 군면 통폐합 때 용인군으로 폐합하고 고동, 고서, 고북 3개면을 통합하여 고삼면으로 개칭하였음
- 1915년 동리 폐합시 19개리중 3개리는 안성군 양성면에 편입되었고, 나머지 16개리는 폐합되어 7개리로 되었음
- 1963년 행정구역 개편으로 용인군에서 안성군으로 편입되었다.[1]

## 행정 구역
- 가유리(佳柳里)
- 신창리(新倉里)
- 대갈리(大葛里)
- 봉산리(鳳山里)
- 삼은리(三隱里)
- 쌍지리(雙芝里)
- 월향리(月香里)

## 교육
- 고삼초등학교

## 산업

### 농업
- 고삼저수지